# Amphipsyche fuscata
Amphipsyche fuscata är en nattsländeart som beskrevs av Douglas E. Kimmins 1963. Amphipsyche fuscata ingår i släktet Amphipsyche och familjen ryssjenattsländor. Inga underarter finns listade i Catalogue of Life.